# Pilar Rahola i Martínez

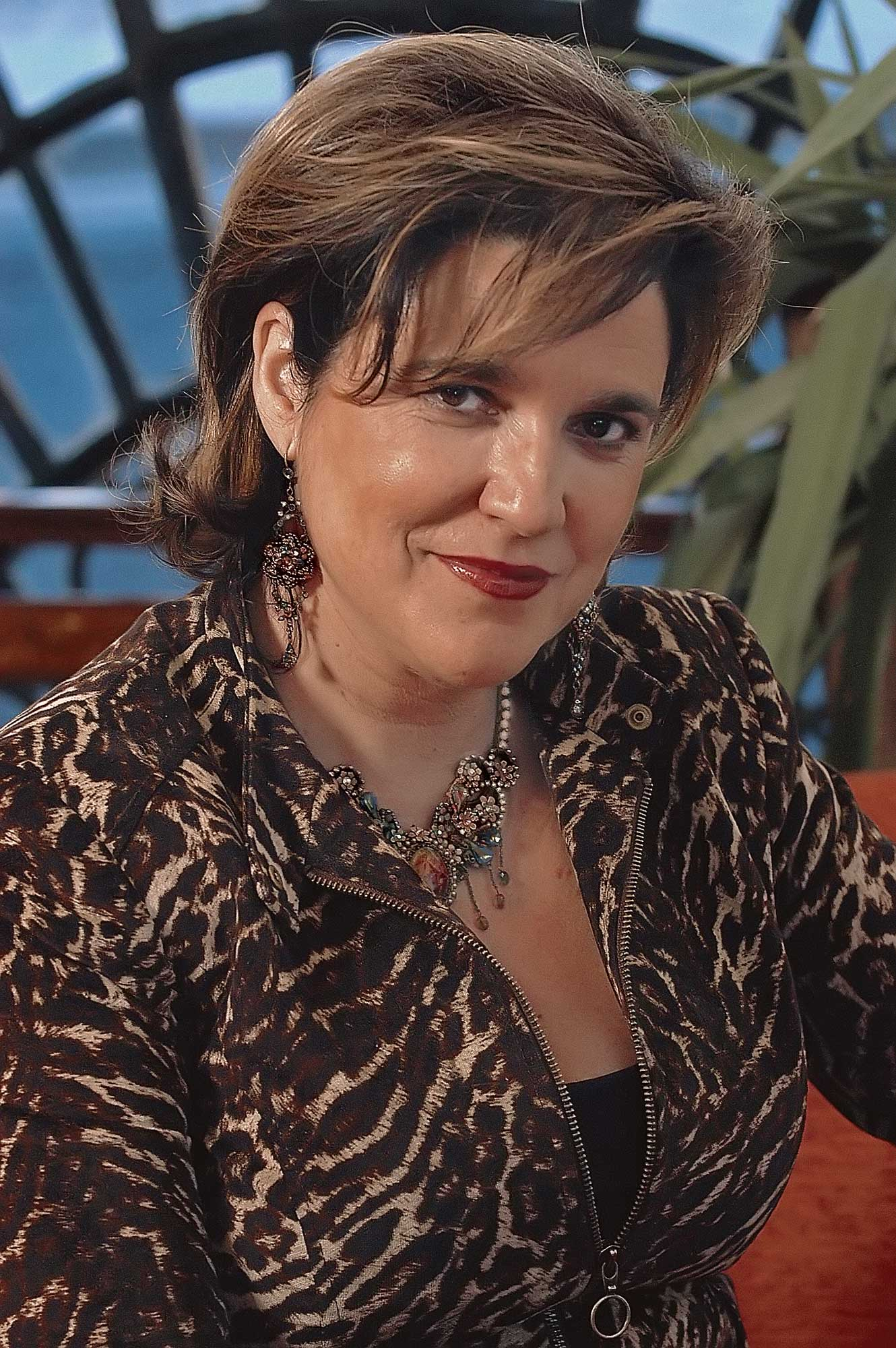
Pilar Rahola i Martínez

Pilar Rahola i Martínez (Barcelona, 21 oktober 1958) is een Catalaanse schrijfster, journaliste en politica, aanhangster van het catalanisme en een belangrijke figuur in het Catalaans onafhankelijkheidsproces.  